# Wereldkampioenschappen roeien 1989
De 19e editie van de wereldkampioenschappen roeien werd in 1989 gehouden in Bled in het toenmalige Joegoslavië. Voor de derde keer werd het kampioenschap op het Meer van Bled georganiseerd.

## Medaillewinnaars

### Mannen
| Bootklasse              | Goud | Goud | Zilver | Zilver | Brons | Brons |
| Skiff M1x               | Thomas Lange |      | Vaclav Chalupa |        | Jüri Jaanson |       |
| Lichte skiff LM1x       | Frans Goebel |      | Wim Van Belleghem |        | Alwin Otten |       |
| Dubbel twee M2x         | Noorwegen Lars Bjoeness Rolf Bent Thorsen |      | Nederland Ronald Florijn Nico Rienks |        | Oostenrijk Christoph Zerbst Arnold Jonke |       |
| Twee zonder M2-         | Duitse Democratische Republiek Thomas Jung Uwe Kellner                                                                                                 |      | Verenigd Koninkrijk Steven Redgrave Simon Berrisford |        | Oostenrijk Karl Sinzinger Hermann Bauer |       |
| Twee met M2+            | Italië Carmine Abbagnale Giuseppe Abbagnale Giuseppe Di Capua                                                                                          |      | Roemenië Dragoș Neagu Ioan Snep Marin Gheorghe |        | Joegoslavië Milan Janša Robert Krašovec Gorazd Slilvnik                                                                                            |       |
| Lichte dubbel twee LM2x | Oostenrijk Christoph Schmölzer Walter Rantasa |      | Spanje Jose M. de Marco Fernando Climent |        | Tsjecho-Slowakije Petr Kovc Tibor Groeppel |       |
| Dubbel vier M4x         | Nederland Rutger Arisz Herman van den Eerenbeemt Hans Kelderman Koos Maasdijk                                                                          |      | Italië Gianluca Farina Filippo Soffici Davide Tizzano Giovanni Calabrese                                                                                       |        | Zweden Per Olof Claesson David Svensson Tommy Österlund Fredrik Hulten                                                                             |       |
| Vier zonder M4-         | Duitse Democratische Republiek Jens Luedecke Thomas Greiner Ralf Brudel Olaf Förster                                                                   |      | Verenigde Staten Raul Rodriguez Jack Rusher Thomas Bohrer Richard Kennelly                                                                                     |        | Nieuw-Zeeland Bill Coventry Ian Wright Alastair Mackintosh Campbell Clayton-Greene                                                                 |       |
| Vier met M4+            | Roemenië Vasile Năstase Dimitrie Popescu Valentin Robu Vasile Tomoiagă Marin Gheorghe                                                                  |      | Tsjecho-Slowakije Michal Šubrt Pavel Menšík Dusan Vicik Dušan Macháček Jiří Pták                                                                               |        | Verenigd Koninkrijk Steve Turner Matthew Pinsent Gavin Stewart Terence Dillon Vaughan Thomas                                                       |       |
| Lichte dubbel vier LM4x | West-Duitsland Peter Uhrig Jan Fischer Björn Gehlsen Thomas Melges                                                                                     |      | Zwitserland Reto Fierz Philipp Ferlber Cirillo Ghielmetti Markus Gier                                                                                          |        | Frankrijk Bruno Boucher Bruno Lebeda Roland Galliac Thierry Renault                                                                                |       |
| Lichte vier zonder LM4- | West-Duitsland Klaus Altena Stephan Fahrig Michael Buchheit Bernhard Stomporowski                                                                      |      | Italië Nerio Gainotti Alfredo Striani Dario Longhin Mauro Torta                                                                                                |        | Verenigd Koninkrijk Nicholas Strange Nicholas Howe Rob Williams Stuart Forbes                                                                      |       |
| Acht M8+                | West-Duitsland Jörg Puttlitz Norbert Keßlau Martin Steffes-Mies Dirk Balster Frank Dietrich Marc Mauerwerk Ansgar Wessling Roland Baar Manfred Klein   |      | Duitse Democratische Republiek Stefan Schulz Mario Gruessel Roland Schröder Thomas Woddow Mario Kliesch Holger Rose Thomas Baensch Hans Sennewald Peter Thiede |        | Verenigd Koninkrijk Tim Foster Matthew Brittin Jim Walker Anton Obholzer Jonny Singfield Richard Phelps Jonny Searle Jonathan Hulls Adrian Ellison |       |
| Lichte acht LM8+        | Italië Enrico Barbaranelli Roberto Romanini Franco Falossi Danilo Fraquelli Vittorio Torcellan Carlo Gaddi Andrea Re Fabrizio Ravasi Giuseppe Lamberti |      | Denemarken Bo Vestergaard Svend Blitskov Jens Lindhardt Lars Rasmussen Flemming Meyer Michael Soeresen Vagn Nielsen Niels Henriksen Stephen Masters            |        | West-Duitsland Alexander Trautmann Felix Prinz Detlef Glitsch Ingo Grevenmeyer Udo Hennig Sebastian Franke Thomas Palm Erik Ring Jörg Dederding    |       |

### Vrouwen
| Bootklasse              | Goud | Goud | Zilver | Zilver | Brons                                                                                  | Brons |
| Skiff W1x               | Elisabeta Lipa |      | Birgit Peter |        | Katalin Sarlós                                                                         |       |
| Lichte skiff LW1x       | Kris Karlson |      | Rita de Fauw |        | Angela Schuster                                                                        |       |
| Dubbel twee W2x         | Duitse Democratische Republiek Jana Sorgers Beate Schramm                                                                                            |      | Roemenië Veronica Cochela Elisabeta Lipa |        | Bulgarije Alexandrowa Magdalena Georgiewa                                              |       |
| Twee zonder W2-         | Duitse Democratische Republiek Kathrin Haacker Judith Zeidler                                                                                        |      | Roemenië Doina Lilian Balan Marioara Curelea |        | West-Duitsland Stefani Werremeier Ingeborg Althoff                                     |       |
| Lichte dubbel twee LW2x | Verenigde Staten Cary Beth Sands Kris Karlson |      | Nieuw-Zeeland Philippa Baker Linda de Jong |        | West-Duitsland Christiane Weber Alrun Urbach                                           |       |
| Dubbel vier W4x         | Duitse Democratische Republiek Kathrin Boron Sybille Schmidt Jutta Behrendt Jana Thieme                                                              |      | Sovjet-Unie Natalia Kvasja Mariya Omelianovych Svitlana Mazii Irina Kalimbet                                                                               |        | Bulgarije Pavlina Alexandrova Magdalena Georgieva Galina Yahorova Krasimira Tocheva    |       |
| Vier zonder W4-         | Duitse Democratische Republiek Christiane Harzendorf Ina Justh Annegret Strauch Ute Wild                                                             |      | China Cao Mianying Hu Yadong Liu Xirong Zhou Shouying |        | Roemenië Adriana Bazon Mihaela Armășescu Livia Leonte Viorica Neculai                  |       |
| Lichte vier zonder LW4- | China Liang Sanmei Zeng Meilan Zhang Huajie Lin Zhi-ai                                                                                               |      | Verenigd Koninkrijk Sue Key Rachel Hirst Joanna Toch Katharine Brownlow                                                                                    |        | West-Duitsland Karin Zobeley Cornelia Cichy Ute Zobeley Claudia Engels                 |       |
| Acht W8+                | Roemenië Anișoara Bălan Marioara Curelea Anca Tănase Georgeta Soare Adriana Chelariu Viorica Neculai Livia Leonte Mihaela Armășescu Ecaterina Oancia |      | Duitse Democratische Republiek Liane Justh Ute Wild Ina Grapenthin Anette Hohn Anja Kluge Katrin Schröder Ramona Balthasar Martina Walther Daniela Neunast |        | China Cao Mianying Zhou Xiuhua Liu Xirong He Yanwen Guo Yang Xiao Hu Yadong Li Ronghua |       |

## Medailleklassement
| Plaats | Land                           | Goud | Zilver | Brons | Totaal |
| 1      | Duitse Democratische Republiek | 7    | 3      | 0     | 10     |
| 2      | Roemenië                       | 3    | 3      | 1     | 7      |
| 3      | West-Duitsland                 | 3    | 0      | 6     | 9      |
| 4      | Italië                         | 2    | 2      | 0     | 4      |
| 5      | Nederland                      | 2    | 1      | 0     | 3      |
| 5      | Verenigde Staten               | 2    | 1      | 0     | 3      |
| 7      | China                          | 1    | 1      | 1     | 3      |
| 8      | Oostenrijk                     | 1    | 0      | 2     | 3      |
| 9      | Noorwegen                      | 1    | 0      | 0     | 1      |
| 10     | Verenigd Koninkrijk            | 0    | 2      | 3     | 5      |
| 11     | Tsjecho-Slowakije              | 0    | 2      | 1     | 3      |
| 12     | België                         | 0    | 2      | 0     | 2      |
| 13     | Nieuw-Zeeland                  | 0    | 1      | 1     | 2      |
| 13     | Sovjet-Unie                    | 0    | 1      | 1     | 2      |
| 15     | Denemarken                     | 0    | 1      | 0     | 1      |
| 15     | Spanje                         | 0    | 1      | 0     | 1      |
| 15     | Zwitserland                    | 0    | 1      | 0     | 1      |
| 18     | Bulgarije                      | 0    | 0      | 2     | 2      |
| 19     | Frankrijk                      | 0    | 0      | 1     | 1      |
| 19     | Hongarije                      | 0    | 0      | 1     | 1      |
| 19     | Joegoslavië                    | 0    | 0      | 1     | 1      |
| 19     | Zweden                         | 0    | 0      | 1     | 1      |
| Totaal | Totaal                         | 22   | 22     | 22    | 66     |

Edities

1962 Luzern · 
1966 Bled · 
1970 St. Catharines · 
1974 Luzern · 
1975 Nottingham · 
1976 Villach · 
1977 Amsterdam · 
1978 Hamilton (alleen zwaar) · 
1978 Kopenhagen (alleen licht) · 
1979 Bled · 
1980 Hazewinkel · 
1981 München · 
1982 Luzern · 
1983 Duisburg · 
1984 Montréal · 
1985 Hazewinkel · 
1986 Nottingham · 
1987 Kopenhagen · 
1988 Milaan · 
1989 Bled · 
1990 Lake Barrington · 
1991 Wenen · 
1992 Montréal · 
1993 Račice · 
1994 Indianapolis · 
1995 Tampere · 
1996 Motherwell · 
1997 Aiguebelette · 
1998 Keulen · 
1999 St. Catharines · 
2000 Zagreb · 
2001 Luzern · 
2002 Sevilla · 
2003 Milaan · 
2004 Banyoles · 
2005 Gifu · 
2006 Eton · 
2007 München · 
2008 Ottensheim · 
2009 Poznań · 
2010 Hamilton · 
2011 Bled · 
2012 Plovdiv · 
2013 Chungju · 
2014 Amsterdam ·
2015 Aiguebelette ·
2016 Rotterdam ·
2017 Sarasota ·
2018 Plovdiv ·
2019 Ottensheim ·
2020 Bled ·
2021 Shanghai ·
2022 Račice ·
2023 Belgrado ·
2024 St. Catharines ·
2025 Shanghai · 
2026 Amsterdam

Onderdelen

Skiff · 
Lichte skiff · 
Dubbel twee · 
Lichte dubbel twee · 
Twee zonder · 
Lichte twee zonder · 
Twee met

Dubbel vier · 
Dubbel vier met · 
Lichte dubbel vier · 
Vier zonder · 
Lichte vier zonder · 
Vier met · 
Acht · 
Lichte acht